# ضد یخ

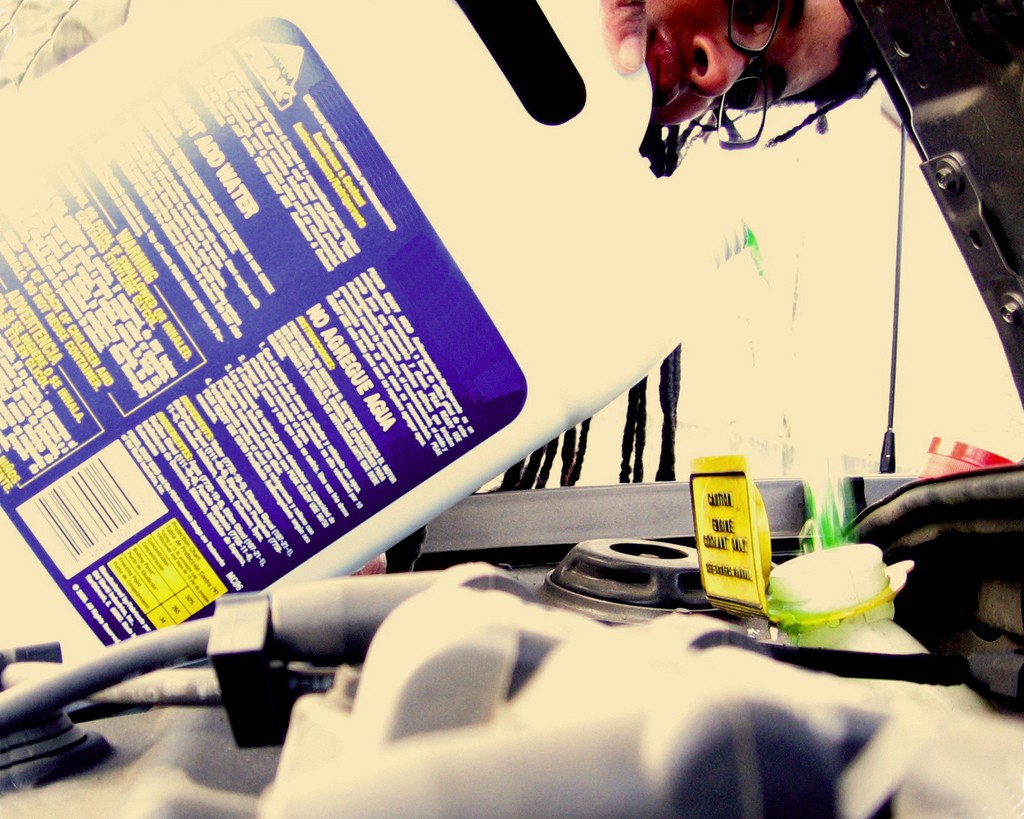
فردی در حال ریختن ضد یخ

ضدیخ (به انگلیسی: Antifreeze) پادژِل (به فرانسوی: Antigel) مایعی با پایه آب است که در سامانه خنک‌کننده برخی موتورها جریان دارد.
در گذشته بیشتر از آب خالص برای انتقال حرارت داخلی موتور به رادیاتور استفاده می‌شد. استفاده از آب خالص مشکلاتی را دربرداشت. محدودیت فاصله بین نقطه انجماد آب (صفر درجه سانتیگراد) تا نقطه جوش آن (یکصد درجه سانتیگراد) باعث می‌شود که آب به عنوان مایع خنک‌کننده، کاربرد خود را در دماهای بسیار کم یا بسیار زیاد از دست بدهد. از طرفی قطعات آلومینیومی بدنه موتور در شرایط کارکرد موتور، به اندازه‌ای گرم می‌شود که مشکل خوردگی به وجود می‌آید. سیالات خنک‌کننده، معمولاً نه تنها از قطعات فلزی در برابر خوردگی محافظت می‌کنند، بلکه نقطه جوش آب را بالا برده و نقطه انجماد آن را نیز کاهش می‌دهند. همچنین، این سیالات معمولاً ظرفیت انتقال حرارت آب را نیز افزایش می‌دهند. این سیالات در آب محلول بوده و غیرقابل اشتعال هستند.
پکیج ضد یخ مکمل و افزودنی است برای جلوگیری از فرسودگی قطعات خودرویی می‌باشد که در مجاورت مایعات مخصوصاً آب قرار دارند. پکیج ضد یخ در موارد دیگری همچون از بین بردن بوی بد ضد یخ، جلوگیری از رسوبات تشکیل شده در مایع رادیاتور، کاهش نقطه انجماد تا ۴۰ درجه سانتیگراد، افزایش نقطه جوش و جلوگیری از جوش آوردن و در نهایت افزایش عمر قطعات خودرو نقش بسیار زیادی دارد.
ضد یخ سیالی است که جهت خنک کردن موتور از آن استفاده می شود. ضد یخ در دماهای پایین سیالیت خوبی دارد و باعث می شود موتور در هوای سرد عملکرد مناسبی داشته باشد. امروزه ضد یخ یا ضد جوش با وضع قوانین زیست محیطی عاری از فلزات سنگینی همچون باریم و ترکیبات مضری از قبیل بوراکس می‌باشد. مایع ضدیخ یا ضدجوش عموما با پایه اتیلن گلیکول و پروپیلن گلیکول تولید می شوند. ضد یخ از قطعات سیستم خنک کننده در مقابل زنگ زدن، خوردگی و مواد اسیدی ناشی از گاز های آلوده موتورمحافظت می نماید.
ضد یخ مایعی است سمی. چون منو اتیلن گلیکول به خودی خود بی‌رنگ و بی‌بو است، هنگام تولید ضدیخ به آن رنگ مخصوص اضافه می‌شود تا ضد یخ از مایعات مشابه همچون آب قابل تشخیص شود.